# Abbottina
Genre
Abbottina est un genre de poissons osseux d'eau douce de la famille des Cyprinidae.

## Liste des espèces
Selon FishBase (14 avril 2017) :
- Abbottina binhi Nguyen, 2001
- Abbottina lalinensis Huang & Li, 1995
- Abbottina liaoningensis Qin, 1987
- Abbottina obtusirostris (Wu & Wang, 1931)
- Abbottina rivularis (Basilewsky, 1855)

Selon ITIS (14 avril 2017) :
- Abbottina liaoningensis Qin in Lui & Qin & al., 1987
- Abbottina obtusirostris (Wu & Wang, 1931)
- Abbottina rivularis (Basilewsky, 1855)
- Abbottina springeri Banarescu & Nalbant, 1973

Selon NCBI (14 avril 2017) :
- Abbottina liaoningensis
- Abbottina obtusirostris
- Abbottina rivularis